# Крістіна Луїза Еттінген-Еттінгенська
Крістіна Луїза Еттінген-Еттінгенська (нім. Christine Luise von Oettingen-Oettingen, 20 березня 1671 — 3 вересня 1747) — еттінгенська принцеса з дому Еттінген-Еттінгенів, донька князя Еттінген-Еттінгену Альбрехта Ернста I та вюртемберзької принцеси Крістіни Фредеріки, дружина герцога Брауншвейг-Люнебургу князя Брауншвейг-Вольфенбюттелю Людвіга Рудольфа.

## Біографія

### Ранні роки
Народилась 20 березня 1671 року в Еттінгені. Була четвертою дитиною та третьою донькою в родині графа Еттінген-Еттінгену Альбрехта Ернста I та його першої дружини Крістіни Фредеріки Вюртемберзької. Мала старшу сестру Ебергардіну Софію та брата Альбрехта Ернста. Ще одна сестра померла в ранньому віці до її народження. Згодом сімейство поповнилося трьома молодшими дітьми, з яких вижила лише донька Генрієтта Доротея.
У трирічному віці втратила матір. Батько до цього часу встиг отримати титул імперського князя. З часом він узяв другий шлюб з рідною сестрою першої дружини, Ебергардіною Катериною.
Дівчинка виховувалась в Ауриху тіткою Крістіною Шарлоттою, яка була регенткою Східної Фризії. З раннього віку виявляла пристрасть до театру. В одинадцятирічному віці зіграла головну жіночу роль у постановці «Сіда» П'єра Корнеля, для чого їй довелося вивчити понад 500 віршів французькою мовою. У 1689 році виконала роль головної героїні в трагедії «Береніка» Жана Расіна. У тому ж спектаклі брав участь її майбутній чоловік, принц Брауншвейг-Вольфенбюттельський.

### Шлюбне життя
У 19-річному віці стала дружиною принца Брауншвейг-Вольфенбюттельського Людвіга Рудольфа, свого однолітка. Весілля пройшло 22 квітня 1690 року в Ауриху. Крістіну Луїзу змальовували як вродливу та дотепну даму, а Людвіга Рудольфа — як хороброго, доброзичливого, освіченого юнака, що цікавиться наукою та мистецтвом. У січні наречений отримав від родичів Бланкенбурзьке графство, що мало після смерті правлячих князів Вольфенбюттеля перейти у його спадковий наділ.
Невдовзі після весілля імператор Леопольд I Габсбург викликав Людвіга Рудольфа до своєї армії, що брала участь у війні Аугсбурзької ліги. У липневій битві при Флері принц потрапив у полон, але через своє походження незабаром був звільнений. Наступного року у подружжя народився первісток. Всього у пари було четверо доньок.

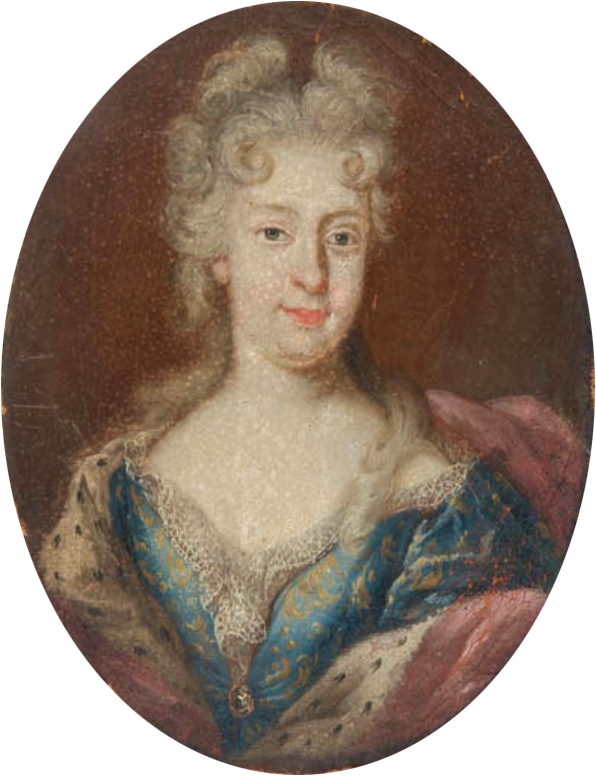
Портрет Крістіни Луїзи

У 1704 році її тесть, ставши одноосібним правителем Брауншвейг-Вольфенбюттельського князівства, підтвердив права Людвіга Рудольфа на графство Блакенбург, а наступного року чоловік замовив митцю Германну Корбу перебудову Бланкенбурзького замку в бароковому стилі. Будівництво тривало до 1731 року. Поруч із будівлею розміщувались ландшафтний парк і фазанаріум.

### Княгиня-консорт
1 листопада 1707 року імператор Йозеф I Габсбург перетворив Бланкенбург на князівство. Людвіг Рудольф надалі керував ним як окремою державою, з власними зборами станів, консисторією та канцелярією. Тримав пишний двір, де влаштовувались розкішні святкування, музичні та театральні вистави, полювання та феєрверки. Герцозька бібліотека становила 15 000 томів. Частою гостею правлячого подружжя була настоятелька Кведлінбурзького абатства Аврора фон Кьонігсмарк. Виступити при дворі була запрошена трупа Й. К. Шпігельберга, до якої входили Йоганн Нойбер і Фрідеріка Кароліна Вайсенборн. Крістіна Луїза сама брала участь у театральних постановках, а також залучала до князівства художників і вчених з Еттінгену та Східної Фрисландії. Бланкенбург почав ставати культурним центром регіону, але в той же час потерпав від боргів.

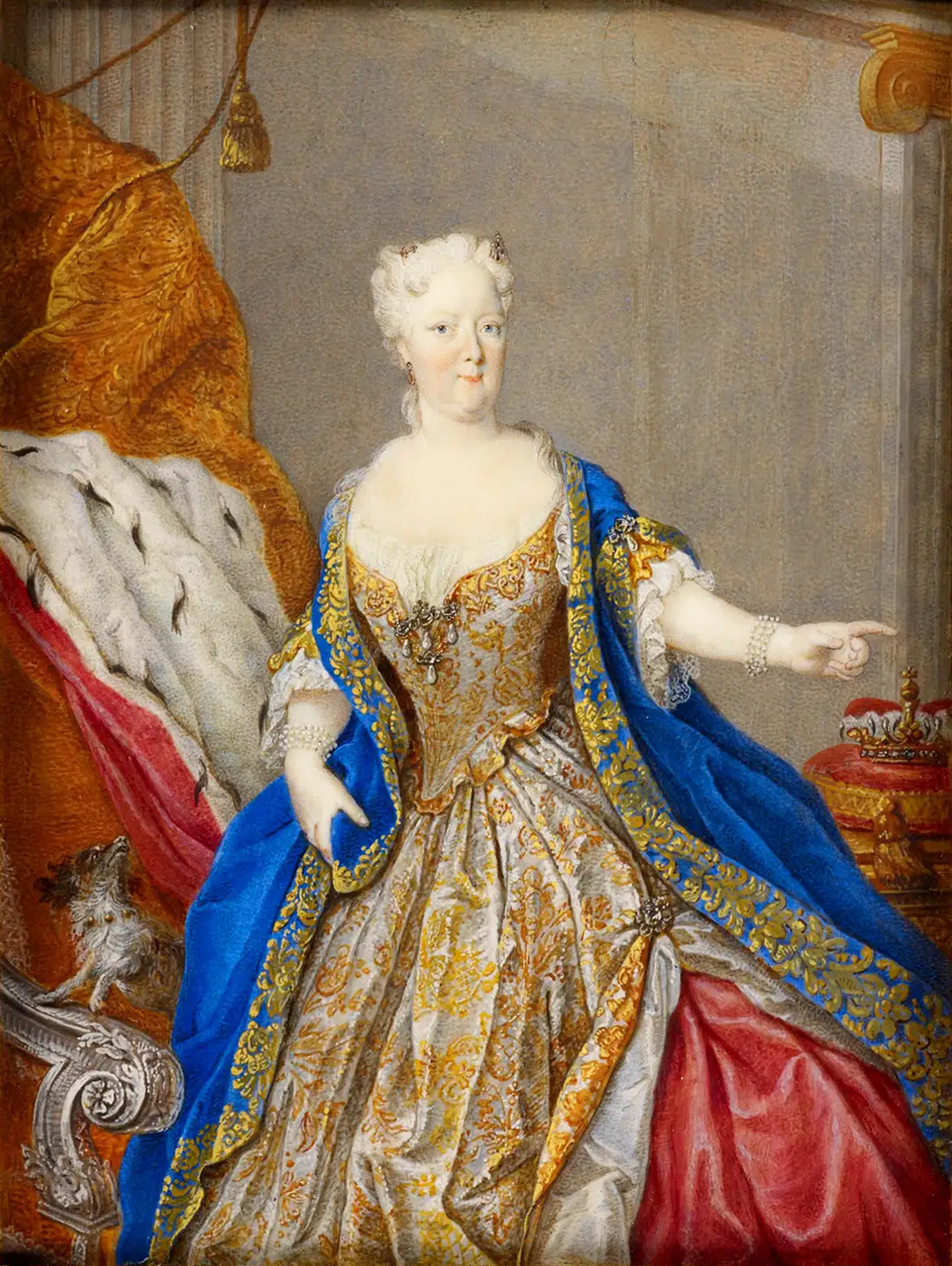
Портрет пензля Г. А. Вольфганга-молодшого, 1733, Королівська колекція

У 1725 році чоловік замовив для Крістіни Луїзи фахверковий дім, який отримав назву Княжий садовий будинок, а у 1728 році звів для неї бельведер Луїзенбург неподалік міста.
Після смерті бездітного князя Брауншвег-Вольфенбюттелю Августа Вальгельма, його землі перейшли до Людвіга Рудольфа. Подружжя переїхало до Вольфенбюттельського замку. Людвіга Рудольфа називали благородним і галантним князем у дусі свого часу. Завдяки проведеним ним заходам, державна казна потроху почала наповнюватися, а становище країни — кращати. Крістіна Луїза неодноразово впливала на чоловіка з політичних та особистих питань. Посаду герцозького бібліотекаря обіймав колишній педагог кронпринца Пруссії Фрідріха, Жак де Жандун, висланий після справи Катте.
Людвіга Рудольфа не стало 1 березня 1735 року. Крістіна Луїза після його смерті повернулася до Бланкенбургу. Її наступницею стала молодша донька, одружена з представником бічної гілки Брауншвейзького дому.

### Подальше життя

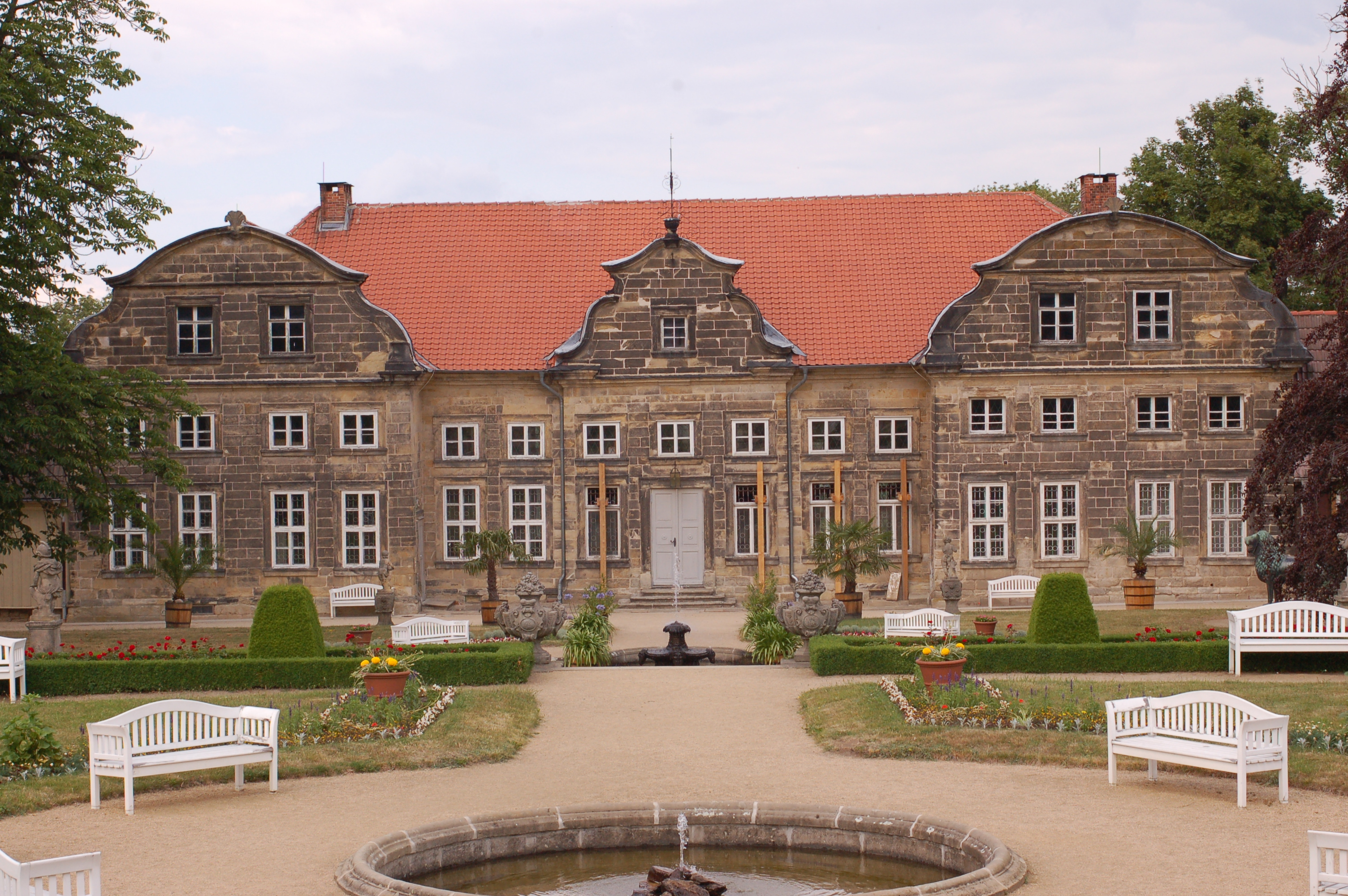
Княжий садовий будинок

У Бланкенбурзі княгиня наказала розширити Княжий садовий будинок і провела там решту життя. Її фрейліною та чтицею від 1739 року була туркиня Абас Ребіш, весілля якої Крістіна Луїза влаштувала наприкінці життя, хоча й не дожила до самої церемонії. Жак де Жандун повернувся до Пруссії зі вцарюванням свого вихованця у 1740 році. За рішенням правительки, бібліотека Людвіга Рудольфа мала залишатися у Бланкенбурзькому замку в пам'ять про нього, однак, була передана колегіуму Каролінум у Брауншвейзі після його відкриття у 1745 році.
Померла Крістіна Луїза в 76-річному віці 3 вересня 1747 року в Бланкенбурзі за часів правління онука, Карла I. Як і чоловік, була похована у Брауншвейзькому соборі.

## Родина

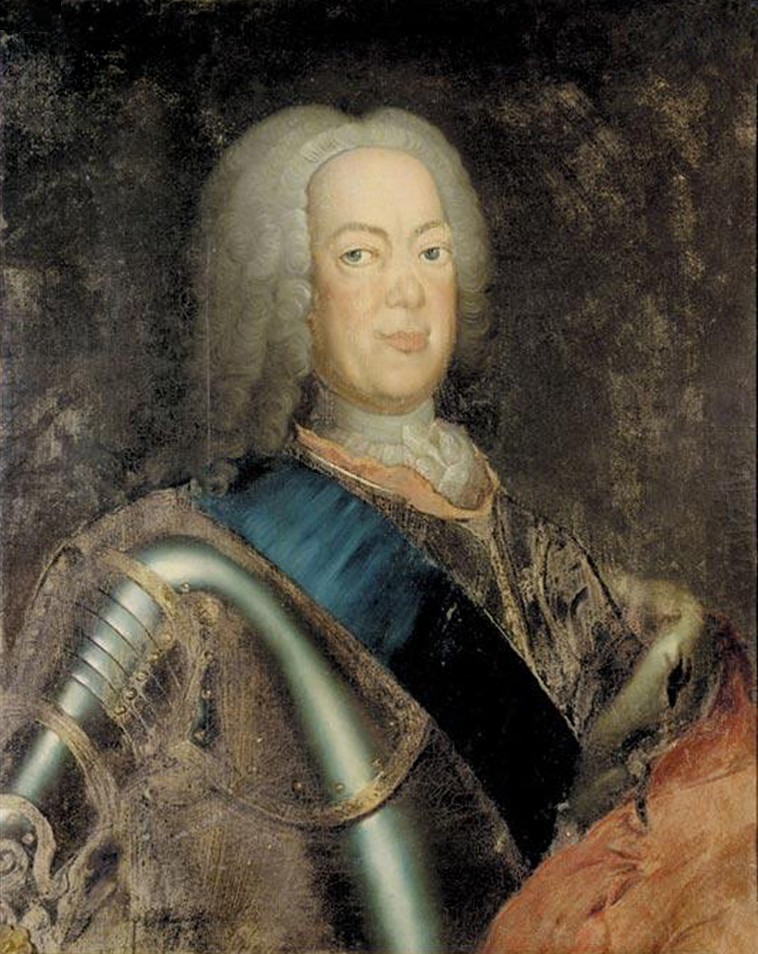
Портрет Людвіга Рудольфа пензля невідомого майстра

Чоловік — Людвіг Рудольф, князь Брауншвейг-Вольфенбюттельський
Діти:
- Єлизавета Крістіна (1691—1750) — дружина імператора Священної Римської імперії Карла VI, мала четверо дітей;
- Шарлотта Августа (23 липня—6 серпня 1692) — прожила 2 тижні;
- Шарлотта Крістіна (1694—1715) — дружина цесаревича-спадкоємця Московського царства Олексія Романова, мала двох дітей;
- Антуанетта Амалія (1696—1762) — дружина князя Брауншвейг-Вольфенбюттелю Фердинанда Альбрехта II, мала чотирнадцятеро дітей.